# Разъезд 11
Разъезд 11 (каз. рзд.11) — упразднённый разъезд в Кызылординской области Казахстана. Находился в подчинении городской администрации Кызылорды. Входил в состав Кызылжарминского сельского округа. Код КАТО — 431043600. Упразднен в 2018 г.

## Население
В 1999 году население разъезда составляло 32 человека (15 мужчин и 17 женщин). По данным переписи 2009 года, в разъезде проживало 36 человек (17 мужчин и 19 женщин).